# Euspira catena
Espèce
Synonymes
- Cochlea catena da Costa, 1778
- Lunatia catena (da Costa, 1778)
- Lunatia monilifera (Lamarck, 1822)
- Natica castanea Lamarck, 1822
- Natica catena (da Costa, 1778)
- Natica catena var. conico-ovalis Jeffreys, 1867 (synonyme)
- Natica catenata Locard, 1886 (synonyme)
- Natica monilifera Lamarck, 1822
- Polinices (Euspira) catena (da Costa, 1778)
- Polinices (Lunatia) catena (da Costa, 1778)
- Polinices (Lunatia) monilifera (Lamarck, 1822)

Euspira catena, la Grande natice, est une espèce de mollusques gastéropodes marins de la famille des Naticidae.

## Description
Coquille atteignant 45 mm, brillante, beige, de forme globuleuse, parfois ornée d'une spirale de taches brunes.

## Habitat
Ce gastéropode vit enfoui dans le sable et chasse les bivalves.